# Шаповал Надія Семенівна
Шаповал Надія Семенівна (29 листопада 1926, с. Павлиш (тепер смт) Онуфріївського району Кіровоградської області — 26 листопада 1992, м. Кременчук Полтавської області) — перший Герой Соціалістичної Праці (1950) у Кременчуці.

## Життєпис
Закінчила 7 класів Павлиської СШ (1941), Кременчуцький технікум залізничного транспорту (1948).
Після закінчення технікуму направлена на роботу в Управління залізниці Урало-Сибірського округу, деякий час працювала у м. Свердловськ на посаді майстра дорожно-колісних майстерень, інженером з експлуатації колісних пар вагонної служби Свердловської залізниці.
З 1950 працювала майстром осевої дільниці полускатно-тележечного цеху, начальником зміни, ст. майстром, інженером з підготовки кадрів (з 1964) Крюківського ордена Жовтневої революції вагонобудівного заводу.
Обиралася делегатом XXII з‘їзду КПРС, депутатом Кременчуцької міської ради депутатів трудящих, заст. секретаря цехової партійної організації, головою ради наставників заводу, заст. голови кременчуцької організації товариства радянсько-польської дружби.
Померла 26 листопада 1992 року. Похована на Крюківському кладовищі в Кременчуці.

## Нагороди
- Герой Соціалістичної Праці (07.03.1950)
- Орден Леніна (07.03.1950)

## Вшанування пам'яті
- У 1989 р. на будівлі Залізничного технікуму (Кременчук) була розміщена чавунна меморіальна дошка, присвячена випускникам - Героям Соціалістичної Праці Даниленко Костянтин Іванович, Камірний Василь Гнатович, Кривоніс Петро Федорович, Примак Степан Максимович, Шаповал Надія Семенівна. У 2004 р. замінена меморіальною дошкою сіро-рожевого полірованою граніту. Справа вгорі зірка Героя, зліва внизу символ транспортників - колесо з крилами, з’єднані між собою жмутком колосків, перевитих стрічкою. Текст у 7 рядків: «Тут навчалися Герої Соціалістичної Праці Даниленко Костянтин Іванович, Камірний Василь Гнатович, Кривоніс Петро Федорович, Примак Степан Максимович, Шаповал Надія Семенівна».

Див. також
- Пам'ятки Кременчука